# Кат-Банк (Монтана)
Кат-Банк (англ. Cut Bank) — місто (англ. city) в США, в окрузі Глейшер штату Монтана. Населення — 3056 осіб (2020).

## Географія
Кат-Банк розташований за координатами 48°38′4″ пн. ш. 112°19′51″ зх. д. / 48.63444° пн. ш. 112.33083° зх. д. (48.634528, -112.330882). За даними Бюро перепису населення США в 2010 році місто мало площу 2,55 км², уся площа — суходіл. В 2017 році площа становила 3,01 км², з яких 3,00 км² — суходіл та 0,01 км² — водойми.

### Клімат
| Клімат : Кат-Банк                  | Клімат : Кат-Банк | Клімат : Кат-Банк | Клімат : Кат-Банк | Клімат : Кат-Банк | Клімат : Кат-Банк | Клімат : Кат-Банк | Клімат : Кат-Банк | Клімат : Кат-Банк | Клімат : Кат-Банк | Клімат : Кат-Банк | Клімат : Кат-Банк | Клімат : Кат-Банк | Клімат : Кат-Банк |
| Показник                           | Січ.              | Лют.              | Бер.              | Квіт.             | Трав.             | Черв.             | Лип.              | Серп.             | Вер.              | Жовт.             | Лист.             | Груд.             | Рік               |
| Абсолютний максимум, °C            | 16,1              | 21,7              | 25,0              | 30,6              | 32,8              | 38,3              | 41,1              | 41,7              | 36,1              | 31,1              | 26,1              | 19,4              | 41,7              |
| Середній максимум, °C              | −2                | 0,9               | 4,8               | 11,2              | 16,2              | 20,3              | 24,6              | 24,2              | 18,5              | 12,2              | 3,3               | −1,2              | 11,2              |
| Середня температура, °C            | −7,2              | −4,6              | −0,6              | 5,0               | 9,8               | 14,0              | 17,3              | 16,9              | 11,6              | 6,1               | −1,4              | −5,9              | 5,1               |
| Середній мінімум, °C               | −12,5             | −10,2             | −6,1              | −1,3              | 3,5               | 7,7               | 9,9               | 9,6               | 4,7               | −0,2              | −6,2              | −10,8             | −0,9              |
| Абсолютний мінімум, °C             | −43,3             | −43,9             | −36,7             | −31,7             | −12,8             | −6,1              | 0,0               | −3,9              | −20               | −25,6             | −36,1             | −43,3             | −43,3             |
| Норма опадів, мм                   | 10                | 7                 | 14                | 23                | 56                | 63                | 40                | 43                | 30                | 12                | 11                | 8                 | 317               |
| ---------------------------------- | ----------------- | ----------------- | ----------------- | ----------------- | ----------------- | ----------------- | ----------------- | ----------------- | ----------------- | ----------------- | ----------------- | ----------------- | ----------------- |
| Джерело: NOAA (normals, 1971–2000) |                   |                   |                   |                   |                   |                   |                   |                   |                   |                   |                   |                   |                   |

## Демографія
Згідно з переписом 2010 року, у місті мешкало 2869 осіб у 1249 домогосподарствах у складі 739 родин. Густота населення становила 1123 особи/км². Було 1441 помешкання (564/км²).
Расовий склад населення:
| - 74,7 % — білих - 19,0 % — корінних американців - 0,5 % — азіатів - 0,2 % — чорних або афроамериканців |

До двох чи більше рас належало 5,2 %. Частка іспаномовних становила 2,5 % від усіх жителів.
За віковим діапазоном населення розподілялося таким чином: 24,4 % — особи молодші 18 років, 58,8 % — особи у віці 18—64 років, 16,8 % — особи у віці 65 років та старші. Медіана віку мешканця становила 41,2 року. На 100 осіб жіночої статі у місті припадало 93,1 чоловіків; на 100 жінок у віці від 18 років та старших — 91,4 чоловіків також старших 18 років.
Середній дохід на одне домашнє господарство становив 62 975 доларів США (медіана — 34 833), а середній дохід на одну сім'ю — 84 652 долари (медіана — 65 938). Медіана доходів становила 51 204 долари для чоловіків та 40 900 доларів для жінок. За межею бідності перебувало 20,7 % осіб, у тому числі 28,6 % дітей у віці до 18 років та 11,2 % осіб у віці 65 років та старших.
Цивільне працевлаштоване населення становило 1216 осіб. Основні галузі зайнятості: освіта, охорона здоров'я та соціальна допомога — 27,5 %, мистецтво, розваги та відпочинок — 14,4 %, сільське господарство, лісництво, риболовля — 11,8 %, роздрібна торгівля — 10,1 %.